# Cầu Sultan Abdul Halim Muadzam Shah
Cầu Sultan Abdul Halim Muadzam Shah hoặc Cầu Penang 2, là cầu dây văng nằm phía nam đảo Penang, Malaysia. Đây là cây cầu dây văng dài nhất Đông Nam Á, nối liền giữa Batu Maung trên đảo Penang với Batu Kawan trên đất liền Malaysia.
Cầu Penang 2 là cây cầu thứ hai nối liền đảo với đất liền sau cầu Penang đầu tiên khánh thành vào ngày 14 tháng 9 năm 1985. Cầu có tổng chiều dài 24 km (15 mi), trong đó chiều dài trên mặt nước là 16,9 km (10,5 mi), khiến cầu này trở thành cây cầu dây văng dài nhất Malaysia và Đông Nam Á.